# Breynia glauca
Dé mốc hay bồ cu vẽ bạc (Breynia glauca) là một loài thực vật có hoa trong họ Diệp hạ châu. Loài này được Craib mô tả khoa học đầu tiên năm 1911.
Loài này có ở Việt Nam.